# Tomasz Mendelski
Tomasz Mendelski (Olsztyn, 21 de mayo de 1981) es un deportista polaco que compitió en piragüismo en la modalidad de aguas tranquilas. Ganó cuatro medallas en el Campeonato Mundial de Piragüismo entre los años 2005 y 2007, y cinco medallas en el Campeonato Europeo de Piragüismo entre los años 2004 y 2007.

## Palmarés internacional
| Campeonato Mundial | Campeonato Mundial   | Campeonato Mundial | Campeonato Mundial |
| Año                | Lugar                | Medalla            | Competición        |
| ------------------ | -------------------- | ------------------ | ------------------ |
| 2005               | Zagreb (Croacia)     | Medalla de plata   | K1 200 m           |
| 2006               | Szeged (Hungría)     | Medalla de plata   | K4 1000 m          |
| 2006               | Szeged (Hungría)     | Medalla de bronce  | K4 500 m           |
| 2007               | Duisburgo (Alemania) | Medalla de plata   | K4 1000 m          |
| Campeonato Europeo |                      |                    |                    |
| Año                | Lugar                | Medalla            | Competición        |
| 2004               | Poznań (Polonia)     | Medalla de bronce  | K1 200 m           |
| 2004               | Poznań (Polonia)     | Medalla de bronce  | K4 1000 m          |
| 2005               | Poznań (Polonia)     | Medalla de bronce  | K4 1000 m          |
| 2007               | Pontevedra (España)  | Medalla de bronce  | K2 500 m           |
| 2007               | Pontevedra (España)  | Medalla de bronce  | K4 1000 m          |